# オーガスト・ブロム
オーガスト・ブロム（August Blom, 1869年12月26日 - 1947年1月10日）は、デンマークの俳優、映画監督である。デンマーク映画の黄金時代に活躍した。

## キャリア
1893年よりコリングで俳優活動を開始する。1907年から1910年には Folketeatret に所属した。同時期にブロムはノルディスク・フィルムの映画作品へも出演した。1910年に『Livets Storme』で映画監督デビューした。その後生涯で100本以上を監督している。
1924年に映画製作から引退し、1947年に亡くなるまでコペンハーゲンで映画館を経営した。